# Warboys
Warboys je velká farnost a vesnice v Anglii v Huntingdonshire (nyní v Cambridgeshire). Zabírá plochu zhruba 34 tisíc metrů čtverečních. Na severovýchodě leží na slatinné oblasti, vyšší území se rozkládá na jihu vesnice, kde je podloží tvořeno tuhým jílem.

## Historie
Jedna z prvních zmínek o vesnice se vyskytuje v Domesday Book z roku 1086, kde byla řazena pod opatství St. Benedict sídlícího ve městě Ramsey. Vesnice zde byla uváděna pod jménem Wardebusc, během 12. století bylo užíváno jména Wardebusche a během 13. a 14. století vesnice vystupovala jako Wardeboys.
Mezi lety 1589 a 1593 zde proběhl případ označovaný jako Čarodějnice z Warboys. Alice Samuel a její rodina (dcera a manžel) byli odsouzeni z čarodějnictví a roku 1593 popraveni oběšením.
Během druhé světové války se jihovýchodně od vesnice nacházelo letiště pro bombardéry nazývané RAF Warboys. Sloužilo až do konce leteckých operací roku 1945. Všechny budovy letiště byli následně roku 1964 prodány.